# Bandite di Follonica
Le Bandite di Follonica sono un sito di interesse regionale (SIR) della provincia di Grosseto, nel comune di Follonica, tutelato per il complesso collinare costiero con matrice forestale continua e lo scarso disturbo antropico, per la presenza di formazioni forestali a elevata maturità (per lo più cedui invecchiati di cerro) e nuclei di sughera. È inoltre presente uno sviluppato sistema minerario a cielo aperto o in gallerie (miniere di allume) di interesse geomorfologico e naturalistico.
Il sito è in parte compreso nel Parco interprovinciale di Montioni (Province di Grosseto e Livorno) e nella relativa area contigua, composta dalle Riserve statali Poggio Tre Cancelli e Marsiliana, e nell'Area Naturale Protetta di Interesse Locale Montioni (Comune di Suvereto). Le rimanente porzione risulta interna alle proposte di ANPIL “Montioni” (Comune di Campiglia Marittima) e “Montioni” (Comune di Piombino). 
Il SIR non è incluso nella rete ecologica europea Natura 2000.
I principali elementi di criticità interni al sito sono:
- Formazioni forestali negativamente condizionate, in alcuni settori, dalla passata ed intensa attività di sfruttamento delle formazioni forestali per usi industriali.
- Evoluzione della vegetazione (dovuta alla completa cessazione del pascolo) nelle residue aree con prati annui e garighe (ambienti che ospitano buona parte delle principali emergenze faunistiche).
- Rischio di incendi.
- Aumento del carico turistico.
- Attraversamento del sito da parte di numerose linee ad alta e altissima tensione.
- Attività di motocross.
- Presenza di assi stradali (Superstrada Livorno-Civitavecchia, Strada Provinciale di Montioni).
- Eccessivo carico di ungulati.
- Diffusa presenza di discariche abusive di inerti.
- Elevatissima presenza di raccoglitori di funghi nel periodo autunnale.
- Intensa attività venatoria nelle porzioni di sito interne alle ANPIL o all'area contigua del Parco provinciale.

I principali elementi di criticità esterni al sito sono:
- Tratti costieri confinanti con il sito interessati da turismo estivo di massa.
- Presenza di una discarica di rifiuti speciali non pericolosi in un'area (Poggio Speranzona) esterna ai perimetri del sito ma all'interno del territorio di Montioni (con strada di accesso alla discarica interna al sito).
- Attività agricole intensive.

I principali obiettivi di conservazione e le principali misure di conservazione da adottare sono: 
1. Incremento del valore naturalistico delle formazioni forestali, favorendo un aumento della maturità nelle stazioni più fresche e mantenendo una presenza significativa dei diversi stadi delle successioni. In particolare conservazione dei nuclei di sughera e di cerrosughera, dei boschi maturi di cerro e di carpino bianco e degli esemplari arborei monumentali (E).
2. Conservazione/ampliamento delle aree residuali occupate da habitat di prateria e gariga (che costituiscono l'habitat di numerosi Rettili e Passeriformi e sono utilizzate come aree di caccia dal biancone), di interesse conservazionistico (E).
3. Conservazione della continuità e integrità della matrice boscata (M).
4. Conservazione e fruizione compatibile del sistema di miniere a cielo aperto e gallerie (M).

## Geomorfologia
La tipologia ambientale prevalente è data dal complesso demaniale disabitato ed indisturbato, buon esempio di ecosistema forestale mediterraneo ricco di specie floristiche e faunistiche. Boschi e macchie di sclerofille, boschi maturi di latifoglie termofile e mesofile (prevalentemente cerrete), garighe e arbusteti su ex coltivi, rimboschimenti di conifere. Altre tipologie ambientali rilevanti sono le aree agricole, i lembi di praterie secondarie, i corsi d'acqua minori, i piccoli corpi d'acqua, le sugherete, le aree minerarie abbandonate.

## Fauna
Mammiferi: il gatto selvatico (Felis silvestris) è da riconfermare.
Uccelli: presenza di specie rare di uccelli legate ai limitatissimi ambienti aperti. Il biancone (Circaetus gallicus) è nidificante, presumibilmente con più coppie. L'averla cenerina (Lanius minor) è nidificante, ma non riconfermata in anni recenti. L'ortolano (Emberiza hortulana) è segnalato in passato come nidificante, e oggi probabilmente estinto.
Anfibi: ululone (Bombina pachypus)
Rettili: testuggine di Herman  (Testudo hermanni), testuggine d'acqua (Emys orbicularis), cervone (Elaphe quatuorlineata)